# Discordia
Discordia é um gênero de mariposa pertencente à família Crambidae.